# Semiónovodcheski
Semiónovodcheski (del ruso: Семёноводческий) es un posiólok del raión de Bélaya Glina del krai de Krasnodar de Rusia. Está situado 21 km al noroeste de Bélaya Glina y 183 km al nordeste de Krasnodar, la capital del krai. Tenía 239 habitantes en 2010.
Pertenece al municipio Tsentrálnoye.